# جون روجرز (لاعب كريكت بريطاني)
جون روجرز (10 مارس 1860 في المملكة المتحدة - ) (بالإنجليزية: John Rogers)‏ هو لاعب كريكت بريطاني. لعب مع نادي مقاطعة ميدلسكس للكريكت ‏.

## وصلات خارجية
- جون روجرز على موقع إي آس بي آن كريك إنفو (الإنجليزية)